# Enel Brasil
Enel Brasil S.A. é uma empresa brasileira do ramo de energia elétrica controlada pelo grupo italiano Enel. A Enel Brasil centraliza as participações societárias do Grupo Enel no país.

## História
Com o propósito de centralizar as participações societárias do grupo Enel no Brasil e criar, por meio de uma holding de empresas, uma plataforma sólida de gestão dos ativos que preparasse a companhia para futuras expansões, a Enel Brasil foi constituída em 2005.
Dois anos depois, em 2007, a Enel SpA, controladora indireta da Enel Brasil, iniciou a consolidação de sua participação sobre a holding brasileira. Por meio de uma oferta pública no exterior, a Enel SpA adquiriu a totalidade das ações de emissão da espanhola Endesa – na época acionista controladora indireta da Enel Brasil.
Com a aquisição de 92,06% do capital social e votante da Endesa, em 2009, o controle da Enel SpA sobre a Enel Brasil foi ampliado. E então, em 2014, a Enel SpA adquiriu – por meio de uma operação de compra e venda de ações – a participação da Endesa em sociedades na América Latina, o que incluiu a Enel Brasil. A partir desse momento, a empresa espanhola foi excluída da estrutura acionária no país.
Em 2022, a Enel vendeu suas operações para o grupo brasileiro Equatorial Energia por R$ 1,6 bilhão. Além da gestão dos serviços, a Equatorial assumiu uma dívida de R$ 5,7 bilhões, deixada pela distribuidora. Em um relatório publicado pela Agência Nacional de Energia Elétrica (ANEEL) em março deste ano, a Equatorial ficou com a última colocação no ranking de desempenho das distribuidoras de energia. 
No início de novembro de 2023, depois de fortes chuvas e ventanias que ocasionaram a queda de diversas árvores, e parte de São Paulo teve problemas com o fornecimento de energia elétrica. Como falhas de fornecimento se estenderam por vários dias, a ocasião levou a conflitos entre a Prefeitura de São Paulo e a Enel, escalando inclusive para uma multa por parte do Procon e até uma CPI para investigar a atuação da empresa. Em paralelo, no dia 16 de novembro, o prefeito de São Paulo, Ricardo Nunes (político), pediu para a Agência Nacional de Energia Elétrica o cancelamento do contrato da Enel. Em 23 de novembro, o presidente da Enel Brasil, Nicola Cotugno, pediu demissão e seu cargo foi assumido de forma interina pelo presidente do Conselho de Administração, Guilherme Gomes Lencastre.
No dia 15 de abril de 2025, a Enel Brasil anunciou sua nova marca no país e passou a integrar o "Brasil" ao nome e incorpora as cores e o formato da bandeira brasileira ao seu logotipo. 
A mudança de identidade acompanha o volume recorde de investimentos anunciado pelo Grupo, de R$ 25,3 bilhões, sendo R$ 24 bilhões em distribuição de energia para o período de 2025 a 2027.

## Subsidiárias da Enel Brasil
A Enel Brasil detém participações majoritárias em quatro distribuidoras de energia, três geradoras, uma transmissora e uma empresa de serviços. Juntas, elas representam aproximadamente 1% de toda a capacidade de geração de energia nacional e cerca de 8% do total de consumidores de energia do país.

### Distribuição
- Enel Distribuição São Paulo

Trata-se da maior distribuidora do país em número de clientes, chegando a atender 7,5 milhões de unidades consumidoras distribuídas em 24 cidades da região metropolitana de São Paulo, incluindo a capital paulista, um dos principais centros econômico-financeiros do Brasil e do mundo. 
A companhia, anteriormente conhecida como Eletropaulo, foi adquirida em junho de 2018 pelo grupo Enel e, desde o dia 4 de dezembro de 2018, passou a se chamar Enel Distribuição São Paulo.
- Enel Distribuição Rio

A Enel Distribuição Rio, fundada como CERJ e posteriormente renomeada como Ampla, atende 3 milhões de consumidores no Estado do Rio de Janeiro. Com isso, a Enel Rio presta serviço a uma população de 7,8 milhões de pessoas, distribuídas em 66 cidades do estado.
- Enel Distribuição Ceará

A ex-estatal Coelce hoje faz parte da Enel Brasil. A Enel Ceará distribui energia para  4,4 milhões de clientes em todos os 184 municípios do Ceará, sendo uma das maiores empresas de distribuição de energia do nordeste brasileiro.

### Ranking das distribuidoras
Ranking de Continuidade dos Serviços das distribuidoras elaborado pela Agência Nacional de Energia Elétrica (ANEEL):
| Ano  | Subsidiária                 | Indicador de Desempenho Global de Continuidade (DGC) | Posição no ranking (nº) |
| ---- | --------------------------- | ---------------------------------------------------- | ----------------------- |
|      |                             |                                                      |                         |
| 2018 | Enel Distribuição Ceará     | 0,73                                                 | 8º                      |
| 2018 | Enel Distribuição São Paulo | 0,89                                                 | 25º                     |
| 2018 | Enel Distribuição Rio       | 1,18                                                 | 28º                     |
| 2018 | Enel Distribuição Goiás     | 1,65                                                 | 30º                     |
|      |                             |                                                      |                         |
| 2019 | Enel Distribuição São Paulo | 0,80                                                 | 15º                     |
| 2019 | Enel Distribuição Ceará     | 1,09                                                 | 26º                     |
| 2019 | Enel Distribuição Rio       | 1,21                                                 | 27º                     |
| 2019 | Enel Distribuição Goiás     | 1,40                                                 | 28º                     |
|      |                             |                                                      |                         |
| 2020 | Enel Distribuição São Paulo | 0,88                                                 | 15º                     |
| 2020 | Enel Distribuição Ceará     | 1,24                                                 | 28º                     |
| 2020 | Enel Distribuição Rio       | 1,00                                                 | 25º                     |
| 2020 | Enel Distribuição Goiás     | 1,14                                                 | 27º                     |
|      |                             |                                                      |                         |
| 2021 | Enel Distribuição São Paulo | 0,82                                                 | 19º                     |
| 2021 | Enel Distribuição Ceará     | 0,97                                                 | 25º                     |
| 2021 | Enel Distribuição Rio       | 0,86                                                 | 23º                     |
| 2021 | Enel Distribuição Goiás     | 1,23                                                 | 27º                     |
|      |                             |                                                      |                         |

### Transmissão
- Enel Cien:

Controlada pela Enel, a Companhia de Interconexão Energética (Enel Cien) é responsável pela interligação, conversão e transmissão de energia do Brasil (que opera em frequência de 60 hertz) para a Argentina (frequência de 50 hertz), e vice-versa, possibilitando a integração energética no Mercosul.
A companhia é conectada ao Sistema Interligado Nacional (SIN) e é formada pelas estações de interconexão energética Garabi I e II, ambas no município de Garruchos (RS), e por quatro linhas de transmissão que, juntas, somam cerca de 974 quilômetros.

### Geração
- Enel Green Power Brasil

No segmento de geração, a companhia também é o maior operador de energia solar e eólica do Brasil em termos de capacidade instalada, gerenciando ao todo uma capacidade renovável total de mais de 4,3 GW, dos quais mais de 1,8 GW são de fonte eólica, cerca de 1,2 GW são de fonte solar e cerca de 1,3 GW de hidro.
Entre as hidrelétricas estão a Usina Hidrelétrica de Cachoeira Dourada, a Usina Hidrelétrica de Salto Apiacás e a Usina Hidrelétrica Paranapanema; entre as solares estão os Complexo Solare Ituverava, o Complexo Solar Lapa e o Complexo Solar Horizonte; entre os eólicos estão o Parque Eólico Aroeira e o Parque Eólico Cumaru.
- Enel Geração Fortaleza

Integrante do Complexo Industrial e Portuário do Pecém, localizado a 50 quilômetros da capital Fortaleza, a Enel Geração Fortaleza foi construída numa área de 70 mil metros quadrados.
Trata-se de uma usina que gera energia em um ciclo combinado de gás e vapor, com capacidade instalada de 326,6 MW, e que conta com uma linha de transmissão de 1,2 quilômetro em alta-tensão (230kV).  

### Serviços
- Enel X

É uma companhia que disponibiliza produtos e serviços personalizados nas áreas de infraestrutura elétrica, geração distribuída com energia solar, eficiência energética, automação e armazenamento de energia. Além disso, a empresa também oferece serviços de comercialização e cobrança em contas de luz.
A companhia tem como objetivos impulsionar a mobilidade elétrica, o consumo consciente e eficiente de energia e a transição para um sistema energético global mais sustentável em benefício dos seus clientes.

## Recepção
Em janeiro de 2025, os perfis da Enel Brasil de São Paulo e do Rio de Janeiro tem uma nota desfavorável no Reclame Aqui, calculada com base nas reclamações dos consumidores nos últimos 6 meses.